# Сладък картоф
Сладкият картоф или бата̀т (Ipomoea batatas) е многогодишно растение от род Грамофонче на семейство Поветицови. Растението произхожда от района на Централна или Южна Америка. Грудките на сладките картофи съдържат скорбяла и са най-богатата храна на бета каротин – от 8,5 до 11,5 mg в 100 g от продукта. Най-високо съдържание на витамин А и бета каротин имат суровите сладки картофи с кора и жълта сърцевина. . Освен грудките, като храна понякога се използват и листата.
С годишен добив от 126 милиона тона, сладкият картоф е на трето място в световното производство на коренни и грудкови култури след картофите (Solanum tuberosum) и маниоката (Manihot esculenta). Най-голям производител е Китай – през 2009 г. там са произведени 76,8 милиона тона от 102,7 милиона тона общо за целия свят за същата година. Други големи производители на батати са Уганда, Нигерия, Индонезия.
Картофът е далечен роднина на сладкия картоф от същия разред Картофоцветни, но от друго семейство (Картофови).

## Галерия
- Сладки картофи – необелени и обелен
- Напречен разрез на батат
- Кумара (вид сладък картоф)
- Бели сладки картофи с дължина 15 – 17 см
- Нива със сладки картофи
- Прясно добити сладки картофи